# Perroy (Vaud)
Perroy es una comuna suiza del cantón de Vaud, situada en el distrito de Nyon a orillas del lago Lemán. Limita al norte con la comuna de Bougy-Villars, al noreste con Féchy, al este con Allaman, al sur con Anthy-sur-Léman (FR-74) y Thonon-les-Bains (FR-74), y al oeste con Rolle y Mont-sur-Rolle.
Hasta el 31 de diciembre de 2007 la comuna formó parte del distrito de Rolle, círculo de Rolle.